# Grand Prix ISU juniores in Austria
Il Grand Prix ISU juniores in Austria è una competizione internazionale di pattinaggio di figura. Si tiene in autunno e fa parte del circuito Grand Prix ISU juniores di pattinaggio di figura. Le medaglie sono assegnate nelle discipline del singolo maschile, singolo femminile, coppie e danza su ghiaccio.

## Vincitori

### Singolo maschile
| Anno | Luogo      | Oro             | Argento         | Bronzo            | Dettagli |
| 2007 | Vienna     | Brandon Mroz    | Guan Jinlin     | Artem Borodulin   | [ 1 ]    |
| 2010 | Graz       | Yan Han         | Artem Grigoriev | Zhan Bush         | [ 2 ]    |
| 2011 | Innsbruck  | Yan Han         | Gordei Gorshkov | Keiji Tanaka      | [ 3 ]    |
| 2012 | Linz       | Nathan Chen     | Ryuju Hino      | Kim Jin-Seo       | [ 4 ]    |
| 2015 | Linz       | Dmitri Aliev    | Vincent Zhou    | Ivan Pavlov       | [ 5 ]    |
| 2017 | Salisburgo | Camden Pulkinen | Luc Economides  | Egor Murashov     | [ 6 ]    |
| 2018 | Linz       | Camden Pulkinen | Koshiro Shimada | Roman Savosin     | [ 7 ]    |
| 2021 | Linz       | Ilia Malinin    | Artem Kovalev   | Kirill Sarnovskiy | [ 8 ]    |
| 2023 | Linz       | Adam Hagara     | Kim Yun-gyeom   | Beck Strommer     | [ 9 ]    |

### Singolo femminile
| Anno | Luogo      | Oro                  | Argento            | Bronzo           | Dettagli |
| 2007 | Vienna     | Rachael Flatt        | Kristine Musademba | Jenni Vähämaa    | [ 1 ]    |
| 2010 | Graz       | Adelina Sotnikova    | Christina Gao      | Li Zijun         | [ 2 ]    |
| 2011 | Innsbruck  | Vanessa Lam          | Li Zijun           | Polina Agafonova | [ 3 ]    |
| 2012 | Linz       | Elena Radionova      | Hannah Miller      | Samantha Cesario | [ 4 ]    |
| 2015 | Linz       | Maria Sotskova       | Mai Mihara         | Choi Da-bin      | [ 5 ]    |
| 2017 | Salisburgo | Anastasia Tarakanova | Lim Eun-soo        | Mako Yamashita   | [ 6 ]    |
| 2018 | Linz       | Alena Kostornaia     | Alena Kanysheva    | Shiika Yoshioka  | [ 7 ]    |
| 2021 | Linz       | Sofia Muravieva      | Isabeau Levito     | Anastasia Zinina | [ 8 ]    |
| 2023 | Linz       | Shin Ji-a            | Haruna Murakami    | Kwon Min-sol     | [ 9 ]    |

### Coppie
| Anno | Luogo      | Oro                                            | Argento                                | Bronzo                                | Dettagli |
| 2010 | Graz       | Ksenija Stolbova / Fëdor Klimov                | Sui Wenjing / Han Cong                 | Yu Xiaoyu / Jin Yang                  | [ 2 ]    |
| 2011 | Innsbruck  | Sui Wenjing / Han Cong                         | Yu Xiaoyu / Jin Yang                   | Ekaterina Petaikina / Maxim Kurdyukov | [ 3 ]    |
| 2012 | Linz       | Brittany Jones / Ian Beharry                   | Lina Fedorova / Maxim Miroshkin        | Maria Vigalova / Egor Zakroev         | [ 4 ]    |
| 2017 | Salisburgo | Amina Atakhanova / Ilia Spiridonov             | Anna Duskova / Martin Bidar            | Renata Oganesian / Mark Bardei        | [ 5 ]    |
| 2018 | Linz       | Polina Kostiukovich / Dimitrii Dialin          | Anastasia Poluianova / Dmitry Sopot    | Alina Pepeleva / Roman Pleshkov       | [ 7 ]    |
| 2021 | Linz       | Natalia Khabibullina / Ilya Knyazhuk           | Anastasia Mukhortova / Dmitry Evgenyev | Karina Safina / Luka Berulava         | [ 8 ]    |
| 2023 | Linz       | Martina Ariano Kent / Charly Laliberté-Laurent | Olivia Flores / Luke Wang              | Shi Wenning / Wang Zhiyu              | [ 9 ]    |

### Danza su ghiaccio
| Anno | Luogo      | Oro                                      | Argento                                | Bronzo                                  | Dettagli |
| 2007 | Vienna     | Emily Samuelson / Evan Bates             | Maria Monko / Ilia Tkachenko           | Isabella Pajardi / Stefano Caruso       | [ 1 ]    |
| 2010 | Graz       | Charlotte Lichtman / Dean Copely         | Victoria Sinitsina / Ruslan Zhiganshin | Gabriella Papadakis / Guillaume Cizeron | [ 2 ]    |
| 2011 | Innsbruck  | Victoria Sinitsina / Ruslan Zhiganshin   | Alexandra Aldridge / Daniel Eaton      | Maria Nosulia / Evgeni Kholoniuk        | [ 3 ]    |
| 2012 | Linz       | Gabriella Papadakis / Guillaume Cizeron  | Anna Yanovskaya / Sergey Mozgov        | Mackenzie Bent / Garrett MacKeen        | [ 4 ]    |
| 2015 | Linz       | Alla Loboda / Pavel Drozd                | Marie-Jade Lauriault / Romain Le Gac   | Julia Biechler / Damian Dodge           | [ 5 ]    |
| 2017 | Salisburgo | Christina Carreira / Anthony Ponomarenko | Ksenia Konkina / Grigory Yakushev      | Natacha Lagouge / Corentin Rahier       | [ 6 ]    |
| 2018 | Linz       | Sofia Sevchenko / Igor Eremenko          | Marjorie Lajoie / Zachary Lagha        | Eva Kuts / Dimitrii Mikhailov           | [ 7 ]    |
| 2021 | Linz       | Sofya Tyutyunina / Alexander Shustitskiy | Oona Brown / Gage Brown                | Nadiia Bashynska / Peter Beaumont       | [ 8 ]    |
| 2023 | Linz       | Darya Grimm / Michail Savitskiy          | Chloe Nguyen / Brendan Giang           | Elliana Peal / Ethan Peal               | [ 9 ]    |